# Robin Trower
Robin Trower (ur. 9 marca 1945) – brytyjski gitarzysta, znany z zespołu Procol Harum i działalności solowej.

## Życiorys
W 1962 wraz ze szkolnym kolegą Garym Brookerem założył formację The Paramounts, istniejącą do 1966. Następnie stał na czele tria The Jam. W latach 1967–1971 odnowił współpracę z Brookerem w formacji Procol Harum, z którą nagrał pięć albumów. Po odejściu z zespołu przez krótki czas kierował zespołem Jude, który nie pozostawił po sobie żadnych nagrań. W 1973 wraz z basistą Jamesem Dewarem i perkusistą Billem Lordanem sformował zespół The Robin Trower Band. Do muzycznych inspiracji zespołu zaliczał się Jimi Hendrix, a do muzycznego wpływu Trowera przyznawał się Robert Fripp, biorąc u niego lekcje gry. W latach 80. zarejestrował albumy BLT (Jack Bruce, Bill Lordan) oraz Truce (Bruce, perkusista Reg Isidore). W 1991 na krótko powrócił do Procol Harum, następnie kontynuował działalność solową, w 2007 powracając do współpracy z Jackiem Bruce’em na albumie Seven Moons.

## Dyskografia

### Z Procol Harum
- 1967 Procol Harum
- 1968 Shine on Brightly
- 1969 A Salty Dog
- 1970 Home
- 1971 Broken Barricades
- 1991 The Prodigal Stranger
- 1995 The Long Goodbye

### Z Robin Trower Band

#### Albumy studyjne
| Rok  | Album                        | AUS | UK | US  | Wyróżnienia      | Wytwórnia     |
| ---- | ---------------------------- | --- | -- | --- | ---------------- | ------------- |
| 1973 | Twice Removed from Yesterday | –   | –  | 106 |                  | Chrysalis     |
| 1974 | Bridge of Sighs              | 41  | –  | 7   | USA: Złota płyta | Chrysalis     |
| 1975 | For Earth Below              | 47  | 26 | 5   | USA:Złota płyta  | Chrysalis     |
| 1976 | Long Misty Days              | 63  | 31 | 24  | USA:Złota płyta  | Chrysalis     |
| 1977 | In City Dreams               | –   | 58 | 25  | USA:Złota płyta  | Chrysalis     |
| 1978 | Caravan to Midnight          | 87  | –  | 37  |                  | Chrysalis     |
| 1980 | Victims of the Fury          | 95  | 61 | 34  |                  | Chrysalis     |
| 1983 | Back It Up                   | –   | –  | 191 |                  | Chrysalis     |
| 1987 | Passion                      | –   | –  | 100 |                  | GNP Crescendo |
| 1988 | Take What You Need           | –   | –  | 133 |                  | Atlantic      |
| 1990 | In the Line of Fire          | –   | –  | –   |                  | Atlantic      |
| 1994 | 20th Century Blues           | –   | –  | –   |                  | V-12          |
| 1997 | Someday Blues                | –   | –  | –   |                  | V-12          |
| 2000 | Go My Way                    | –   | –  | –   |                  | Aezra/Orpheus |
| 2003 | Living Out of Time           | –   | –  | –   |                  | V-12          |
| 2005 | Another Days Blues           | –   | –  | –   |                  | V-12          |
| 2009 | What Lies Beneath            | –   | –  | –   |                  | V-12          |
| 2010 | The Playful Heart            | –   | –  | –   |                  | V-12          |
| 2013 | Roots and Branches           | –   | –  | –   |                  | V-12          |
| 2014 | Something’s About To Change  | –   | –  | –   |                  | V-12          |
| 2016 | Where You Are Going To       | –   | –  | –   |                  | V-12          |
| 2017 | Time and Emotion             | –   | –  | –   |                  | V-12          |
| 2019 | Coming Closer to the Day     | –   | –  | –   |                  | Provogue      |
| 2020 | United State of Mind         | –   | –  | –   |                  | Manhaton      |
| 2022 | No More Worlds to Conquer    | –   | –  | –   |                  | Provogue      |

#### Albumy koncertowe
- 1976: Robin Trower Live!
- 1985: Beyond the Mist
- 1992: BBC Radio 1 Live in Concert
- 1996: King Biscuit Flower Hour Presents Robin Trower in Concert
- 1999: This Was Now '74–'98
- 2006: Living Out of Time: Live
- 2009: RT@RO.08
- 2011: Robin Trower at The BBC 1973–1975
- 2013: State To State: Live Across America 1974–1980
- 2015: Rock Goes To College 1980

### Z Jackiem Bruce
- 1981: B.L.T. – US poz. 37
- 1982: Truce  – US poz. 109
- 1989: No Stopping Anytime (kompilacja B.L.T. i Truce)
- 2007: Seven Moons
- 2009: Seven Moons Live

### ZBryanem Ferrym
- 1993: Taxi
- 1994: Mamouna
- 2007: Dylanesque